# Lil Pump
Gazzy Garcia (Miami, 2000. augusztus 17. - művésznevén Lil Pump kubai-mexikói származású amerikai rapper és dalszövegíró.  

## Élete
2016-ban kezdett feltölteni zeneszámokat a SoundCloud webhelyre, és közel százmillió streamet szerzett. Pumpot a szakértők, sikeresebb előadók, tehetségtelennek nevezik. A megbotránkoztatás, ingerküszöb átütés miatt a nagy siker. Smokepurpp rappertársával együtt 2016-ban társtulajdonosa volt a No Jumper turnénak, és részt vett a Rolling Loud Festivalon. Garcia legismertebb száma a Gucci Gang, amely az amerikai Billboard Hot 100-as lista harmadik helyet érte el. Ismertebb zenéi közé tartozik a D Rose, Boss, Drug Addicts és a Butterfly Doors, valamint az ESSKEETIT.
2018. február 14-én este letartóztatták otthonában, mert ok nélkül lövöldözött, és kábítószert foglaltak le nála. 2018. február 16-án házi őrizetbe helyezték óvadék fejében.

2017-ben kiadta a Lil Pump című albumát ami nagy sikert aratott. Ezen az albumon volt pl: a Gucci Gang, Boss.
2018-ban szintén kiadott egy albumot, aminek a neve "Harverd Dropout" volt. Ezen volt az Esskeetit és az I Love It (Amit Kanye West rapperrel csinált) és a Nu Uh, Be Like Me, Drop Out, Off White, Racks On Racks, Multi millionare és még hasonlók.
Albumok:
- Lil Pump
- Harvard Dropout
- No Name
- Lil Pump 2
- Harvard Dropout 2